# Nisibistum kaisanum
Nisibistum kaisanum är en skalbaggsart som beskrevs av Thomson 1878. Nisibistum kaisanum ingår i släktet Nisibistum och familjen långhorningar. Inga underarter finns listade i Catalogue of Life.